# BYD e2
Pour les articles homonymes, voir E2 et E3.
La BYD e2 est un modèle de véhicule électrique à hayon compact avec la berline compacte BYD e3, développées par BYD Auto avec une autonomie tout électrique.

## Aperçu
La BYD e2 a été dévoilée lors du Salon de l'auto de Shanghai de 2019. La BYD e2 standard est équipée d'un moteur à aimants permanents BYD-1814-TZ-XS-A d'une puissance maximale de 95 ch (70 kW) tandis que la BYD e2 400 est équipée d'un moteur à aimant permanent d'une puissance maximale de 136 ch (100 kW), le couple maximal des deux moteurs étant de 180 N m.

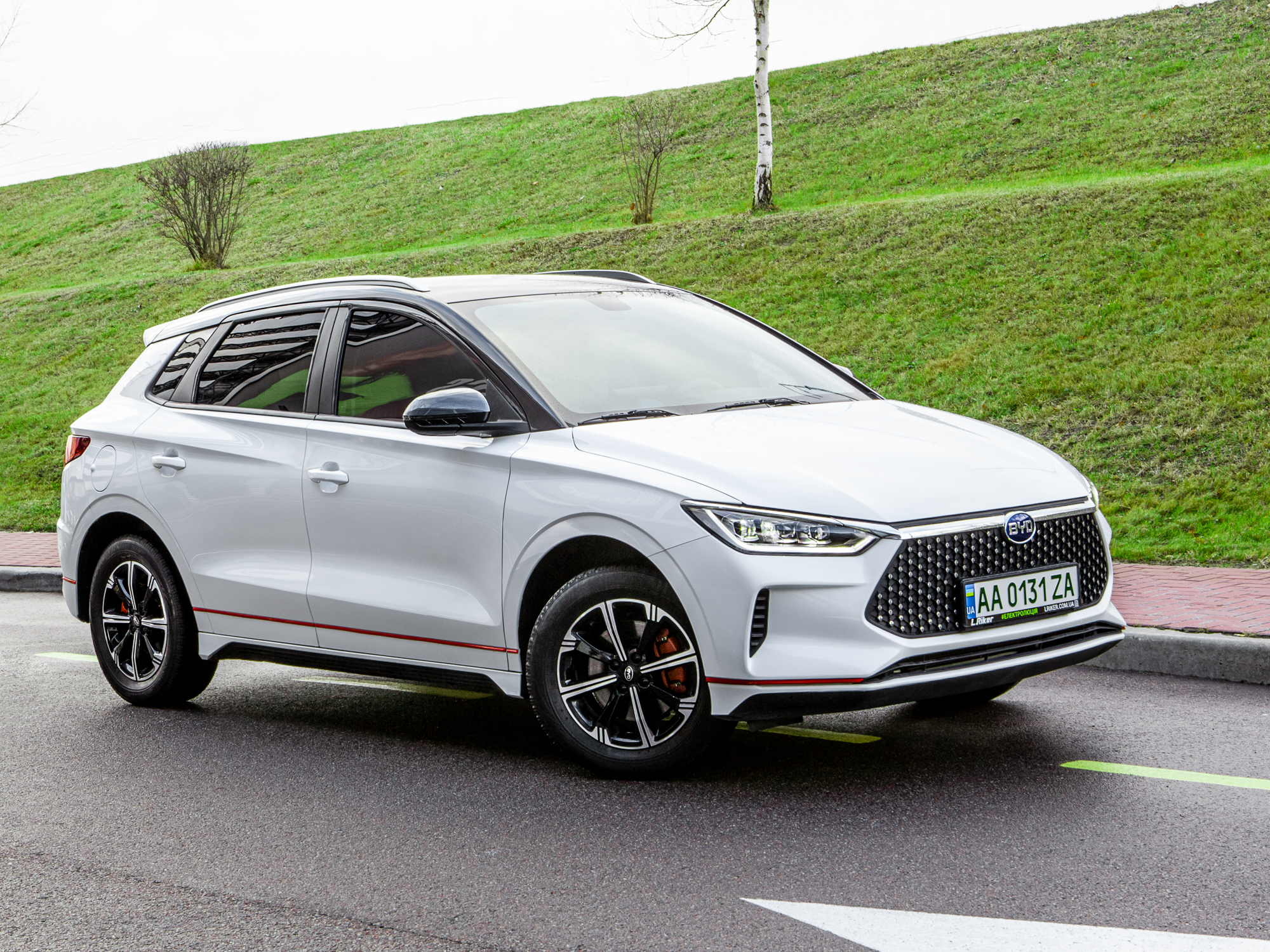
BYD e2 vue avant
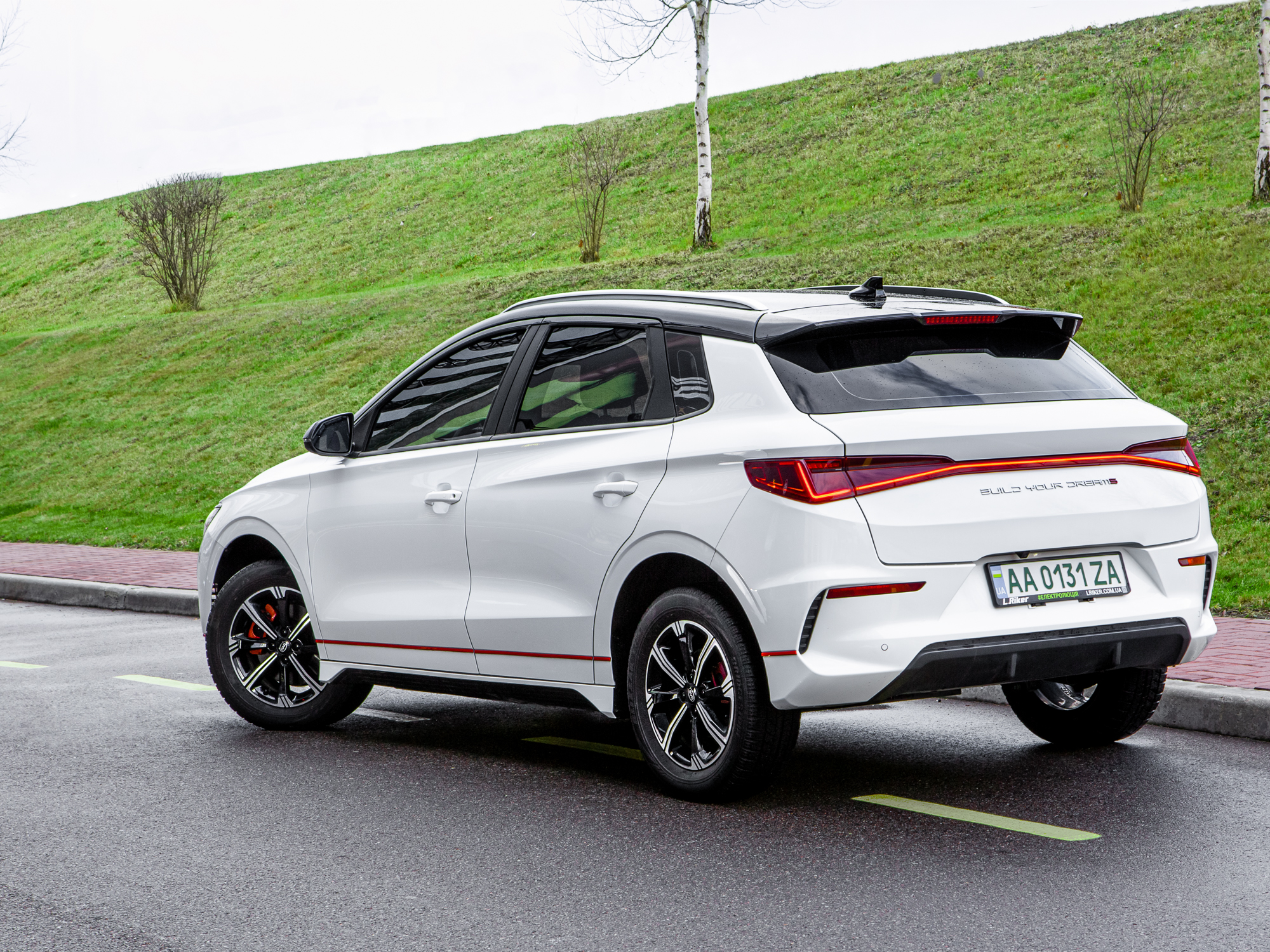
BYD e2 vue arrière

La berline BYD e3 a les mêmes performances que l'e2. L'e2 et l'e3 sont toutes les deux livrés avec deux options de batterie, un modèle 35,2 kWh avec une autonomie allant jusqu'à 305 km et un modèle 47,3 kWh avec une autonomie allant jusqu'à 405 km. La charge normale en courant alternatif prend 1,5 heure avec la batterie de 35,2 kWh et 1,6 heure avec la batterie de 47,3 kWh, tandis que la charge rapide en courant continu de 30 à 80% peut être effectuée en 30 minutes. L'accélération de 0 à 50 km/h prend 3,9 secondes.

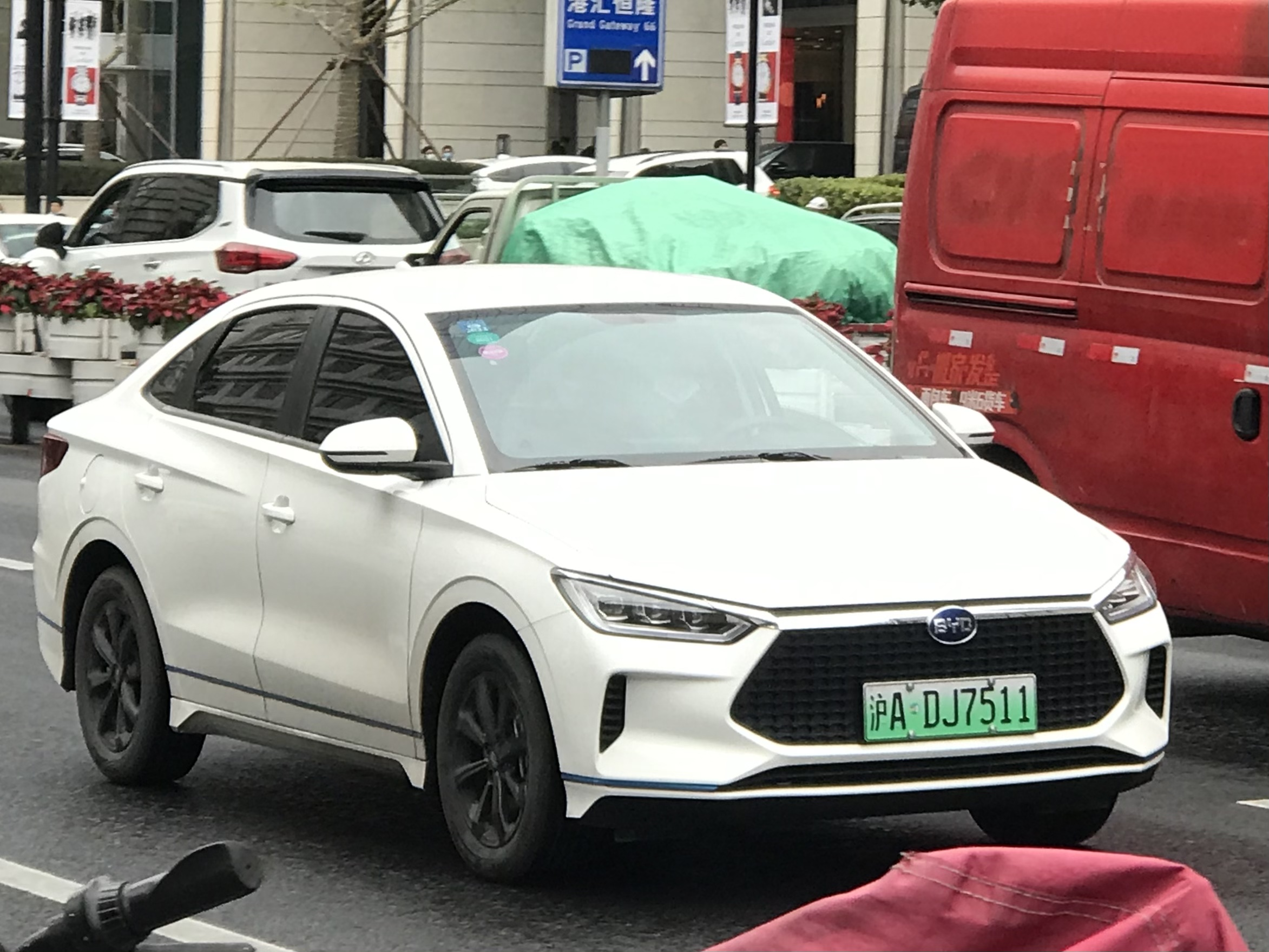
BYD e3 vue avant
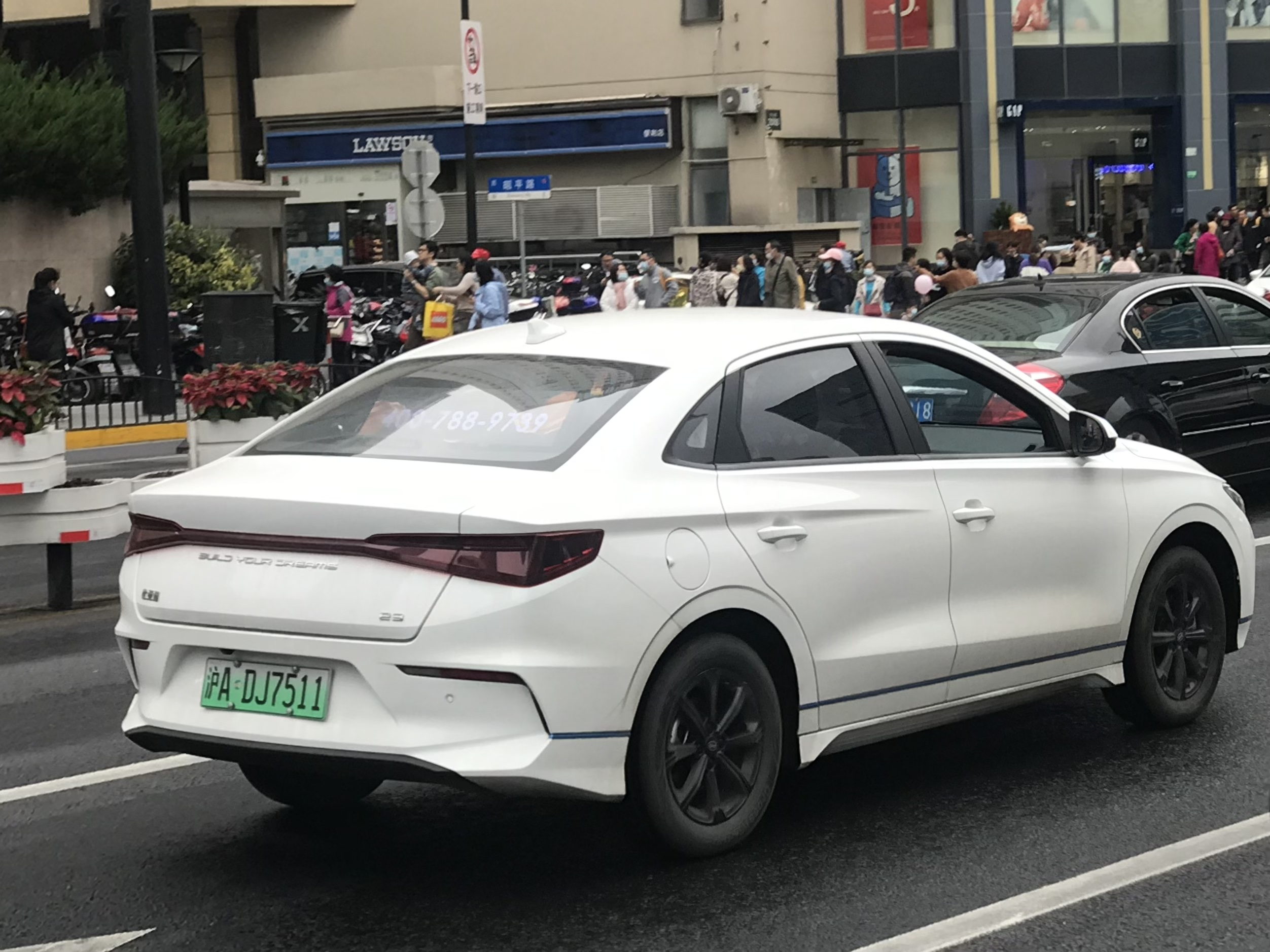
BYD e3 vue arrière

Les prix de la BYD e2 au lancement vont de 89 800 à 144 800 yuans. Les prix de la BYD e3 au lancement vont de 103 800 à 164 800 yuans,.
La BYD e3 est également disponible en version auto-école, pouvant simuler la transmission manuelle des véhicules thermiques.